# Rua Bernardo Lopes
Die Rua Bernardo Lopes ist eine Straße in der Innenstadt des portugiesischen Seebades Figueira da Foz.
Sie führt von der Rua Maestra David de Sousa bis zur Avenida 25 de Abril, Richtung Mondego. Zum Teil durch den Bairro Novo, die verkehrsberuhigte Oberstadt von Figueira, verlaufend, beherbergt sie eine Reihe von Cafés, Restaurants und Einzelhandelsgeschäften. Auch das Casino Figueira und das Casino Oceano liegen hier, weshalb sie früher oft Rua dos Casinos genannt wurde.
Sie wurde im wachsenden Figueira da Foz Ende des 19. Jahrhunderts angelegt, im Zuge der Neugestaltung der Oberstadt durch Ingenieur Silva. Seit 1902 trägt sie ihre heutige, nach  Bernardo Augusto Lopes benannte Bezeichnung, nachdem sie zuvor Rua da Concórdia geheißen hatte. Bernardo Lopes war u. a. Direktor des Teatro Circo Saraiva de Carvalho, einem Vorläufer des Casino Figueira, und der Companhia Edificadora Figueirense, der Baufirma, die in Figueira die Neugestaltungen von Ingenieur Silva Ende des 19. Jahrhunderts durchführte.